# تبعثر مرتد

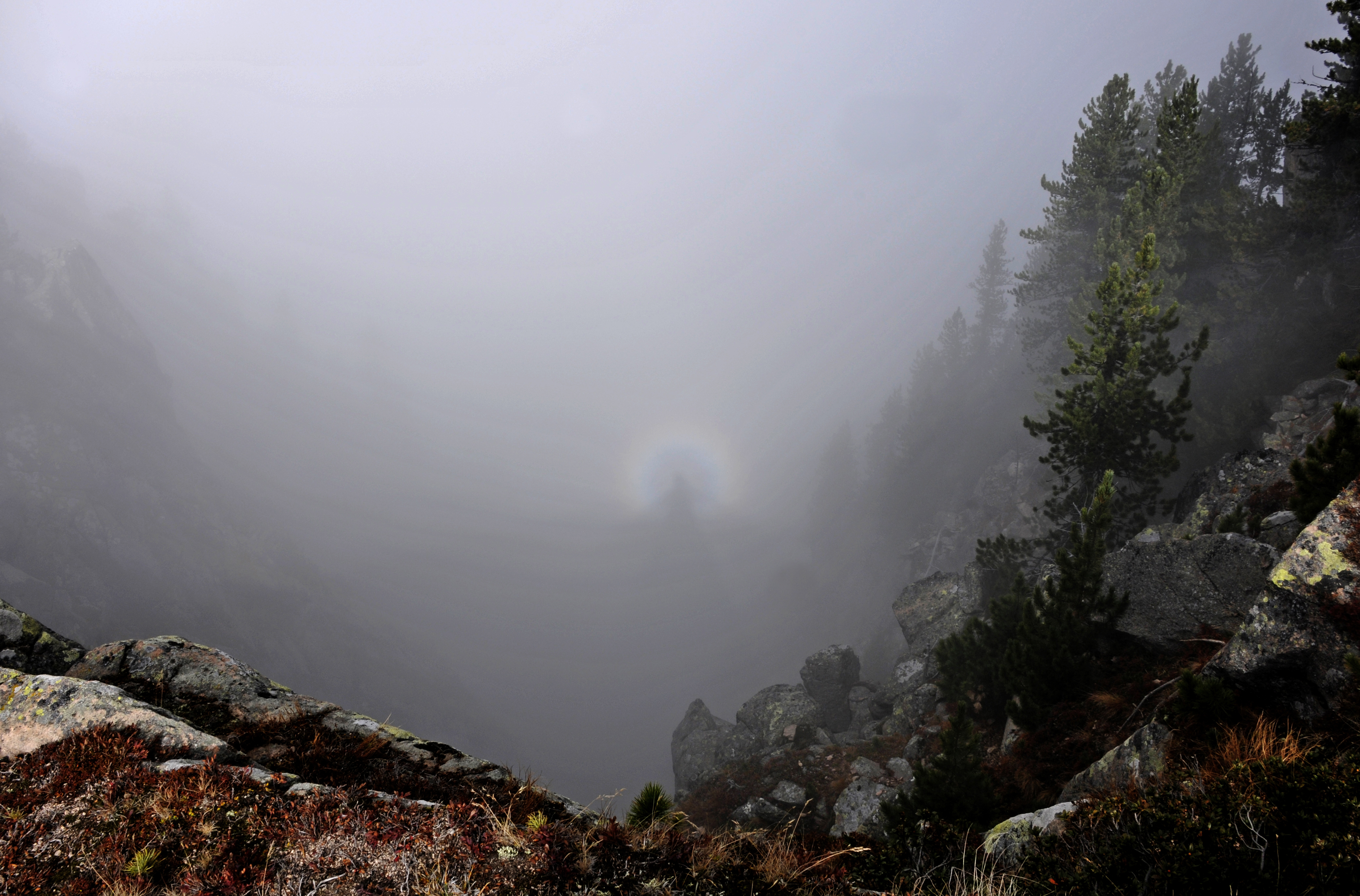
تبعثر مرتد في صورة يظهر شبح بروكن داخل حلقات هالة

التبعثر المرتد في الفيزياء هو انعكاس الموجات أو الجسيمات أو الإشارات إلى الاتجاه الذي أتت منه. عادة ما يكون انعكاسًا عشوائيًا بسبب التبعثر على عكس الانعكاس المنتظم كما هو الحال في المرآة مع من أن التبعثر المرتد المرآوي يمكن أن يحدث في الوقوع الطبيعي مع السطح. للتبعثر المرتد تطبيقات مهمة في علم الفلك والتصوير وتخطيط الصدى الطبي. التأثير المعاكس هو التبعثر الأمامي على سبيل المثال عندما تنشر مادة نصف شفافة السحابة ضوء الشمس ما يعطي ضوءًا ناعمًا.